# Molly Sandén
Molly My Marianne Sandén (3 juli 1992) is een Zweeds zangeres. Ze heeft twee zussen, Frida Sandén en Mimmi Sandén. Frida vertegenwoordigde Zweden op het Junior Eurovisiesongfestival 2007 in Rotterdam met het liedje Nu eller aldrig. Zij werd achtste met 83 punten. Mimmi vertegenwoordigde Zweden op het Junior Eurovisiesongfestival 2009 in Kiev, Oekraïne met het liedje Du. Zij werd zesde met 68 punten.

## Biografie
Sandén kreeg muziekles op de basisschool Adolf Fredriks Skola, in Stockholm. Ze beoefent ook zang en schrijven van muziek in het weekend in Gävle. Sandén is ook lid van de band Helge's All Stars. Haar vriend is Danny Saucedo.
In 2006 won Sandén de nationale finale van het Lilla Melodifestivalen, de Zweedse preselectie van het Junior Eurovisiesongfestival, met het liedje Det finaste någon kan få. Bij de internationale finale van het Junior Eurovisiesongfestival werd ze derde met 116 punten, en dat is het beste resultaat voor Zweden tot op heden.
In 2009,2012 en 2016 deed Sandén mee aan Melodifestivalen, de Zweedse voorronde van het Eurovisiesongfestival. In 2015 kwam haar EP Like no one's watching uit, met daarop de hit Freak.
Sandén heeft voor de Zweedse versie van de film Rapunzel de stem van Rapunzel ingesproken en ingezongen.
Op 27 februari 2016 nam Sandén met het lied Youniverse deel aan de vierde voorronde van Melodifestivalen 2016, waar ze rechtstreeks doorstootte naar de finale op 12 maart. Tijdens de finale eindigde ze op de zesde plaats.
In 2019 heeft Molly meegewerkt aan de film The Eurovision Song Contest: The story of Fire Saga. Zij heeft de liedjes ingezongen voor de film die Rachel Mcadams zingt in de film.

### Privé
Sandén had in het verleden relaties met zangers Eric Saade en Danny Saucedo.
- Gemeinsame Normdatei: 1288913133
- International Standard Name Identifier: 0000 0004 6260 6964
- MusicBrainz: 9cb7843d-62b1-4a49-8296-1f504b7e6323
- Virtual International Authority File: 8541156253580008110002